# Combinado nórdico
Combinado nórdico (em sueco:  Nordisk kombination) é uma disciplina de esporte de inverno disputada apenas por homens e constituída por salto de esqui e esqui cross-country (7,5 ou 15 km).

Criada na Noruega no final do século XIX para um festival de esportes de neve, faz parte dos Jogos Olímpicos de Inverno desde a primeira edição e tem campeonatos mundiais realizados desde 1925.
A ordem em que as etapas são realizadas varia de acordo com a competição. De modo geral, quando o cross-country é a primeira etapa, a largada dos atletas é coletiva (todos ao mesmo tempo) e o tempo de cada um é convertido em pontos que serão somados ao resultado dos saltos para determinar o vencedor. Quando o salto é a primeira etapa (fórmula conhecida como Gundersen, referência ao atleta norueguês que a inventou, Gunder Gundersen), a pontuação é convertida em tempo de tal modo que a ordem de largada do cross-country seja idêntica à ordem de classificação do salto e que a diferença de tempo entre dois atletas seja proporcional à diferença de pontos. Existem eventos individuais e por equipes. Em todos os casos, tanto o salto quanto o cross-country são realizados no mesmo dia, com equipamentos diferentes: no salto o esqui é mais longo e é obrigatório o uso de capacete, enquanto no cross-country a bota não fica inteiramente presa no esqui e é permitido o uso de bastões.
As competições mais importantes, além dos Jogos Olímpicos de Inverno e do Campeonato Mundial, são a Copa do Mundo, realizada anualmente, e o Grand Prix de Verão, também anual, realizado em meses sem neve, com regras adaptadas. O domínio norueguês da modalidade, notável nas primeiras décadas do esporte, vem perdendo força nos últimos anos. Atletas de Finlândia, Áustria e Alemanha, entre outros, têm frequentemente estado entre os primeiros colocados.

## História

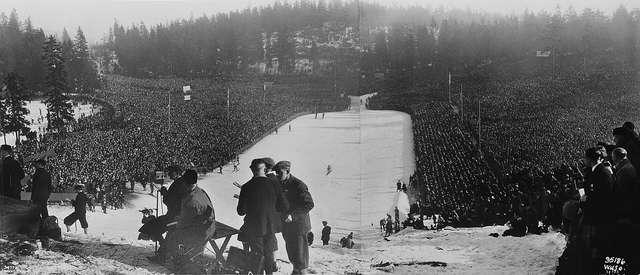
Festival de Holmenkollen em 1930.

Embora a prática de esqui nórdico já existisse há mais tempo, o combinado nórdico foi criado na Noruega no final do século XIX como a junção de duas modalidades de esqui, o salto e o cross-country. Foi a atração principal da primeira edição do Holmenkollen Ski Festival, em 1892, nos arredores de Oslo. O festival foi ganhando importância e atraindo esquiadores de diversos países, levando o esporte a ser introduzido no programa da primeira edição dos Jogos Olímpicos de Inverno, Chamonix 1924.
Durante este evento foi fundada a Federação Internacional de Esqui, que passou a administrar o combinado nórdico e outras modalidades similares. No ano seguinte começou a ser disputado o Campeonato Mundial, realizado anualmente, exceto em anos de Jogos Olímpicos. A partir de 1937, o Mundial de combinado nórdico foi integrado ao Campeonato Mundial de Esqui Nórdico, realizado a cada quatro anos até 1982 e a cada dois anos, sempre em anos ímpares, desde 1985.

## Composição

### Salto de esqui

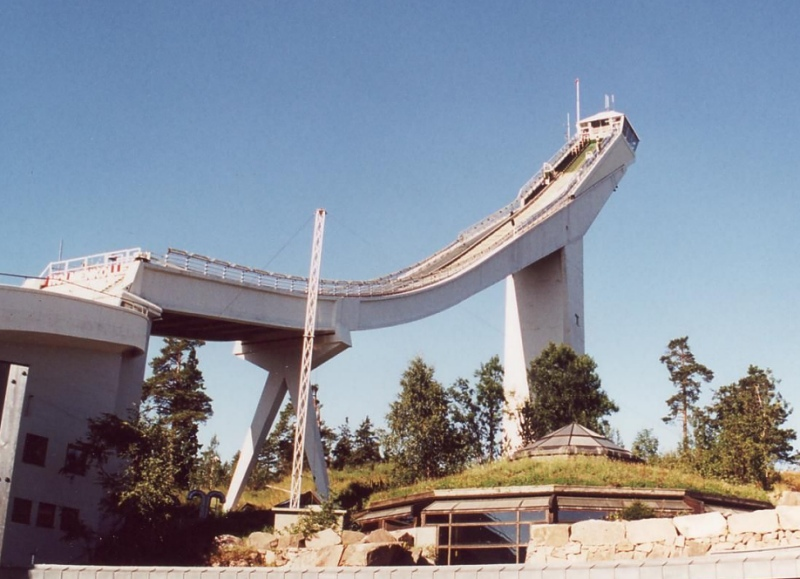
Antiga pista de saltos de Holmenkollen, demolida em 2008 e reinaugurada em 2010.

As pistas do salto de esqui são classificadas de acordo com a distância que os esquiadores percorrem no ar, entre a saída da rampa e o pouso. As competições internacionais são realizadas em pistas normais, com voos de 85m a 109m, e longas, com voos de mais de 110m. Em locais onde há as duas rampas, a diferença entre as distâncias dos voos deve ser de no mínimo 25m. Nas competições do formato Gundersen, cada esquiador realiza apenas um salto. Nas de Largada Coletiva, duas rodadas de saltos são realizadas. O ponto exato da largada é determinado pelos árbitros, e não é permitido usar bastões para adquirir impulso.
A pontuação dos saltos é determinada pela distância alcançada (nos dois formatos de competição) e pelo estilo (apenas em eventos Gundersen). Cada pista possui um K-point, distância considerada padrão para o salto. O esquiador que atingir exatamente essa distância recebe 60 pontos. Para cada metro a mais ou menos, é somada ou subtraída uma quantidade de pontos que varia de acordo com a pista. Em K-points de 75m a 99m, o mais comum, cada metro equivale a dois pontos, ou seja, um esquiador que saltar 98,5m em uma pista com K-point de 90m recebe 77 pontos (98,5 - 90 = 8,5 x 2,0 = 17 + 60 = 77).
O estilo é avaliado por cinco árbitros, sendo que a nota mais alta e a mais baixa são desconsideradas e as três restantes são somadas. Cada árbitro analisa a utilização da eficiência aerodinâmica do esquiador, a postura dos braços, das pernas e dos esquis, a sucessão de movimentos durante o pouso e a orientação na área de aterrissagem. A nota final do esquiador é a soma das notas de distância e de estilo.
Em competições de Largada Coletiva, a pontuação é fruto apenas da distância alcançada. Punições ocorrem em caso de queda e de pouso em outra posição que não seja a Telemark.

### Esqui cross-country

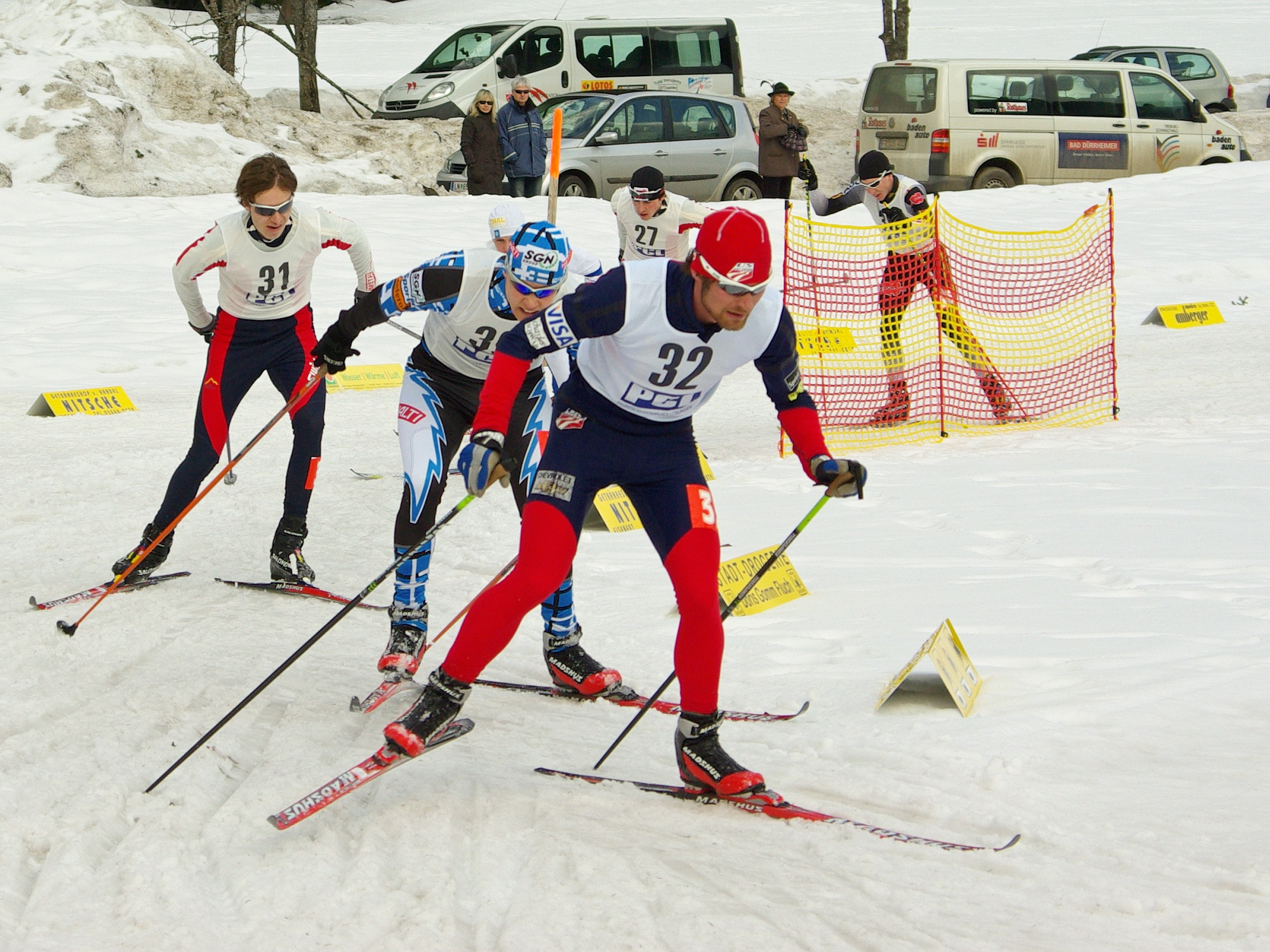
Cross-country em etapa da Copa do Mundo de 2008.

As provas de cross-country podem ter de cinco a quinze quilômetros, mas as principais competições são disputadas em 10km, com percursos de 2km a 2,5km (totalizando cinco ou quatro voltas, respectivamente). O percurso deve ser desenhado de forma que exija técnica, tática e preparação física dos esquiadores. O traçado não deve ter longos trechos sem ondulações, aclives e declives e, por outro lado, não deve ter muitas curvas acentuadas ou aclives muito fortes. Há ainda regras que determinam a diferença entre o ponto mais alto e o ponto mais baixo do percurso (que varia entre 25m e 50m, dependendo do comprimento total do traçado) e o comprimento total dos aclives (que não devem passar de 400m em provas de 10km).
Em competições Gundersen, o esquiador com maior pontuação no salto larga primeiro, o segundo larga depois, e assim sucessivamente. A diferença de tempo entre as largadas é determinada pela pontuação do salto (quatro segundos para cada ponto). Na Largada Coletiva, todos partem ao mesmo tempo, sendo organizados na linha de largada por sorteio ou pelo ranking da Federação Internacional de Esqui. Dependendo da quantidade de atletas, pode ser adotada a largada "em ondas", com grupos partindo a cada dez segundos.
Durante a prova, em caso de ultrapassagem, o esquiador mais rápido não deve obstruir as ações do que está sendo ultrapassado. Isso inclui pisar nos esquis, bater nos bastões e ter qualquer tipo de contato físico intencional. Nas provas por equipes, o revezamento é feito com um toque nas costas do esquiador que vai começar seu percurso.

## Fórmulas de competição
Existem dois tipos principais de competição de combinado nórdico, a Gundersen e a Largada Coletiva. Em ambas, as duas etapas acontecem no mesmo dia, mas elas diferem quanto à ordem em que são realizadas.

### Método Gundersen

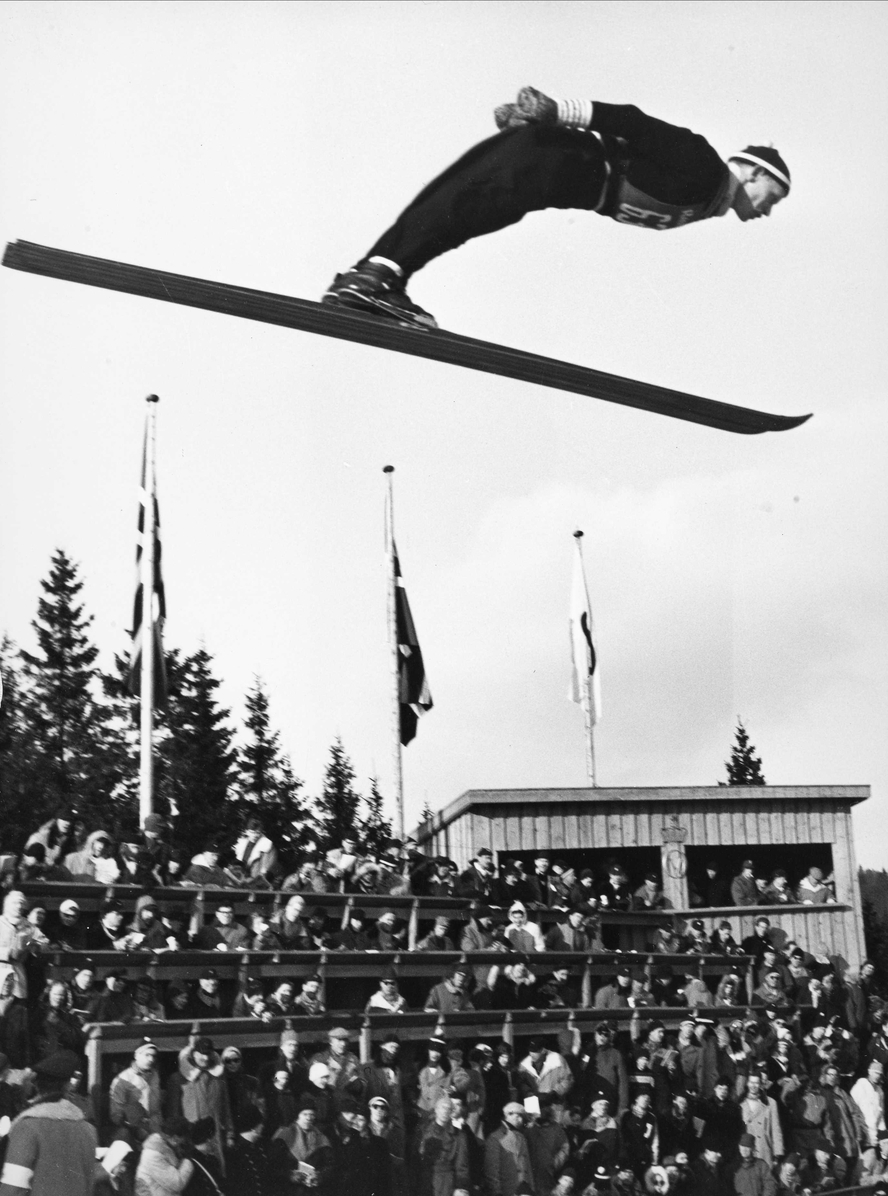
Gunder Gundersen, criador da fórmula de competição mais utilizada atualmente.

Utilizada nos Jogos Olímpicos de Inverno, a Competição Gundersen tem esse nome por ter sido implementada pelo esquiador norueguês Gunder Gundersen quando atuou como diretor técnico da modalidade nos Jogos de Lake Placid 1980.
Neste tipo de competição, o salto de esqui acontece primeiro, e o resultado é convertido para determinar a diferença de tempo entre as largadas de cada esquiador no cross-country. Cada ponto de diferença equivale a quatro segundos de desvantagem. Como a chance de pontuações parecidas é grande, a área de largada do cross-country deve ser montada de modo que permita a saída simultânea de até três esquiadores.

### Largada Coletiva
Na Largada Coletiva, o cross-country acontece primeiro, com todos largando ao mesmo tempo. O vencedor recebe 120 pontos e os outros têm um ponto descontado para cada segundo a mais no tempo. Em seguida ocorrem duas rodadas de salto de esqui. Na primeira, a ordem de descida é a ordem inversa do cross-country. Na segunda, apenas os trinta primeiros colocados participam. O resultado dos saltos é somado à pontuação do cross-country para determinar o vencedor.

### Outras fórmulas de competição
Em 2011, a Federação Internacional de Esqui criou a Corrida de Penalização, fórmula na qual o vencedor da etapa do salto obtinha uma vantagem de dez segundos na largada do cross-country, sendo seguido por todos os outros, que largavam juntos. Estes, porém, deveriam cumprir durante a prova de zero a seis penalizações, cada uma de 150 metros, de acordo com seus resultados no salto. Essa fórmula é usada apenas em algumas etapas da Copa do Mundo. Cinco anos antes, a FIS criou outra fórmula, a Furacão, na qual o resultado do salto determinava a ordem de largada do cross-country, mas, no lugar de os esquiadores largarem com diferença de tempo (como na fórmula Gundersen), a diferença era de distância - apenas o primeiro colocado do salto percorria a distância oficial da prova, todos os outros largavam separados por 24 metros para cada ponto de diferença. Batizada por causa do formato da largada (em espiral, como os furacões), a fórmula não é utilizada atualmente.

## Equipamento
Os equipamentos das duas etapas são diferentes. O esqui do salto é mais longo (pode ter até 146% da altura do esquiador) e a bota fica inteiramente presa, enquanto o esqui do cross-country é mais estreito e curto e apenas a ponta da bota fica presa. No salto é usado capacete e apenas no cross-country são permitidos os usos de bastões e de cera para facilitar o deslizamento.

## Principais eventos

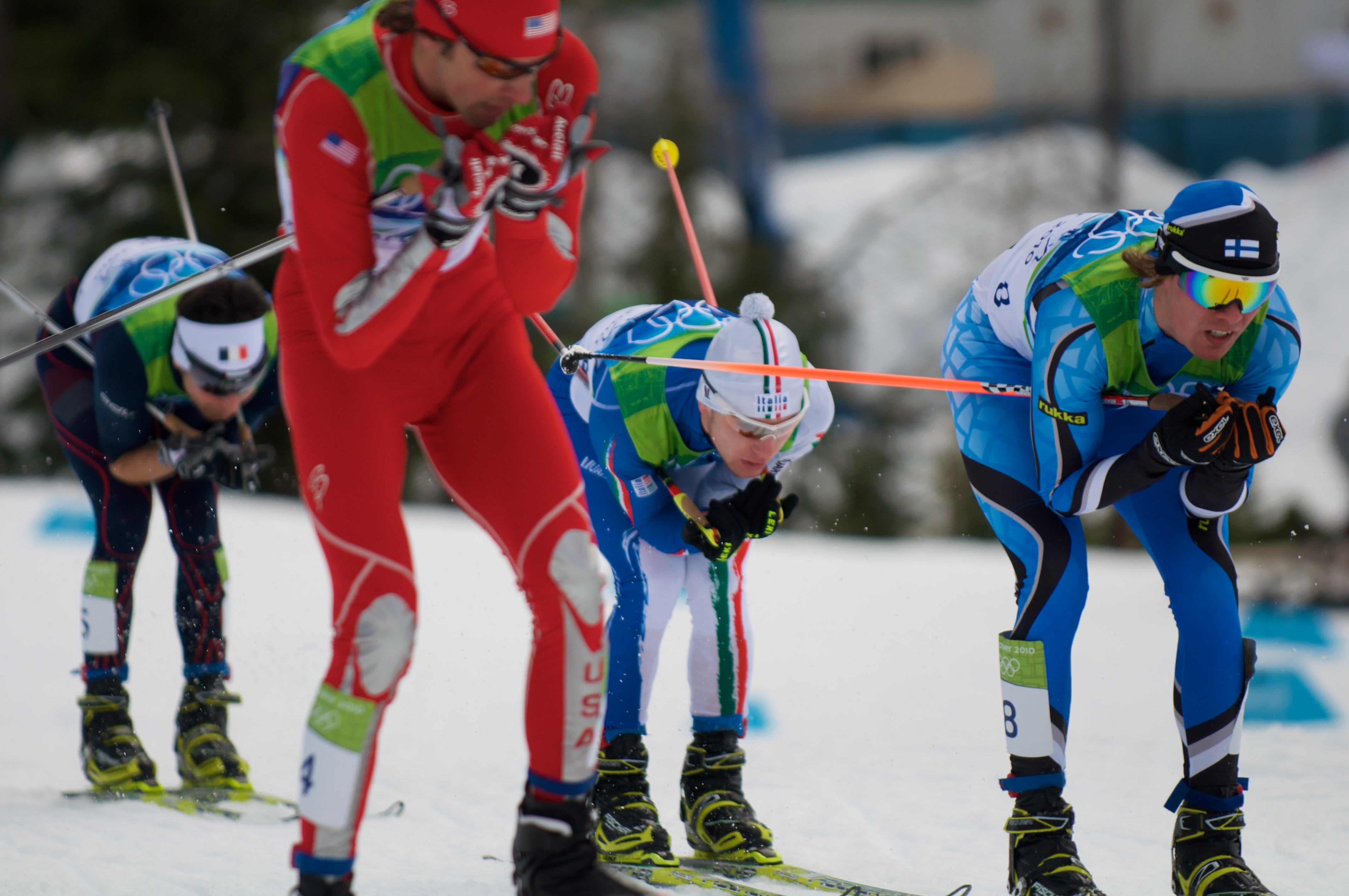
Prova de cross-country do individual pista normal em Vancouver 2010.

- Jogos Olímpicos de Inverno: esteve presente em todas as edições com a prova de pista normal, sendo a prova por equipes incluída em 1988 e a de pista longa em 2002.[11] Em 2010 o programa sofreu grandes alterações, em que a prova de pista normal teve o cross-country reduzido de 15km para 10km, a de pista longa, anteriormente conhecida como sprint, aumentou a distância do cross-country de 7,5km para também 10km, e a de equipes reduziu de dois para um a quantidade de saltos por integrante. Todas as provas são realizadas com a fórmula Gundersen. Apesar de a Noruega ser o país com mais medalhas na história, em Vancouver 2010 o país não subiu ao pódio em nenhuma prova.[12][13]
- Campeonato Mundial de Esqui Nórdico: disputado pela primeira vez em 1925, logo após a fundação da Federação Internacional de Esqui, é atualmente realizado a cada dois anos, sempre em anos ímpares. O programa atual contempla apenas provas na fórmula Gundersen, tanto individual quanto por equipes.[14]
- Copa do Mundo: disputada anualmente desde a temporada 1983-84 no sistema Gundersen, já teve etapas realizadas com diversos tamanhos de pista de salto e percursos de cross-country que variaram de cinco a quinze quilômetros. Cada temporada tem diversas etapas.[15]
- Holmenkollen Ski Festival: competição mais tradicional do mundo, acontece desde 1892 na Noruega. Nos últimos anos tem sido parte da Copa do Mundo, mas já recebeu o Campeonato Mundial quatro vezes (a última em 2011) e os Jogos Olímpicos em 1952. Localizada dentro de um complexo de esportes de inverno, a pista, que já foi reconstruída e modernizada dezoito vezes, também sedia competições de salto de esqui.[16][17][18]
- Grand Prix de Verão: disputado desde 1998 em pistas de salto sem neve e com o cross-country realizado em esquis com rodas. Assim como a Copa do Mundo, é realizada anualmente, em várias etapas e com a fórmula Gundersen.[19]

## Atletas notáveis
A tradição norueguesa no combinado nórdico é grande e o país tem o recorde de medalhas olímpicas conquistadas (vinte e seis, sendo onze de ouro), mas o atleta mais bem sucedido da história é o austríaco Felix Gottwald, que subiu ao pódio sete vezes, com três medalhas de ouro. Finlândia e Alemanha também aparecem entre os maiores medalhistas. Em Copas do Mundo, o atleta com mais títulos é o finlandês Hannu Manninen, com quarenta e oito. Já o único esquiador com mais de três títulos em campeonatos mundiais é o alemão Ronny Ackermann, que conquistou quatro títulos entre 2003 e 2007.